# دوري كرة القدم الغربي 1928–29
دوري كرة القدم الغربي 1928–29 (بالإنجليزية: 1928–29 Western Football League)‏ هو موسم من دوري كرة القدم الغربي ‏. فاز فيه نادي بريستول روفيرز.